# 第8特科連隊
第8特科連隊（だいはちとっかれんたい、JGSDF 8th Artillery Regiment）は、陸上自衛隊北熊本駐屯地（熊本県熊本市）に駐屯していた第8師団隷下の野戦特科部隊で2018年（平成30年）3月26日に廃止され、西部方面特科連隊本部、本部中隊情報中隊、第1特科大隊および第3特科大隊（えびの駐屯地）に改編された。

## 概要
連隊長は、1等陸佐（二）が充てられ、連隊本部、本部中隊、情報中隊、5個の特科大隊から編成されていた。
当初、26中期防期間中に3個大隊編成へ縮小と計画されていたが、2018年（平成30年）3月末をもって部隊廃止された。

## 沿革
- 1956年（昭和31年）
  - 1月25日：部隊新編。

  1. 第8混成団編成に伴い、第4特科連隊から分離独立して第8特科連隊（3個特科大隊基幹）が久留米駐屯地において編成完結。
  2. 第8特科連隊第3特科大隊が針尾駐屯地において編成完結。

  - 1月30日：第8特科連隊が久留米駐屯地から針尾駐屯地に移駐。
- 1957年（昭和32年）3月29日：第8特科連隊が針尾駐屯地から北熊本駐屯地に移駐。
- 1962年（昭和37年）8月15日：第8師団への改編に伴い、第2特科大隊を第5特科大隊に、第3特科大隊（高射特科）を第6特科大隊に改編。新たに第2、第3特科大隊を新編。
- 1973年（昭和48年）3月27日：35mm2連装高射機関砲 L-90の配備に伴い、第6特科大隊（高射特科）を改編。
- 1981年（昭和56年）3月25日：第8師団の甲編成に伴い、第4特科大隊が新編。
- 1988年（昭和63年）3月25日：部隊改編（新編等）。

1. 情報中隊が新編。
2. 155mmりゅう弾砲 FH70が装備開始。

- 1989年（平成元年）3月24日：第6特科大隊に81式短距離地対空誘導弾が配備。
- 1990年（平成02年）3月26日：第6特科大隊（高射特科）が分離独立し、第8師団直轄の第8高射特科大隊として北熊本駐屯地に新編。
- 2005年（平成17年）3月28日：部隊改編。

1. 第3特科大隊が北熊本駐屯地からえびの駐屯地に移駐。
2. 後方支援体制変換に伴い、整備部門を第8後方支援連隊第2整備大隊特科直接支援中隊へ移管。

- 2018年（平成30年）3月26日：部隊廃止。

1. 第8特科連隊が西部方面特科連隊・第42即応機動連隊火力支援中隊へ改編のため廃止[1]。
2. 連隊本部は第8師団司令部の火力調整部に改組。

## 部隊編成
廃止時（2018年（平成30年）3月27日）
特記ない限り北熊本駐屯地所在。
- 第8特科連隊本部
- 第8特科連隊本部中隊「8特-本」
- 情報中隊「8特-情」：対砲レーダ装置 JTPS-P16、対迫レーダ装置 JMPQ-P13
- 第1特科大隊
  - 第1特科大隊本部
  - 本部管理中隊「8特-1-本」
  - 第1射撃中隊「8特-1-1」：155mmりゅう弾砲 FH70、中砲けん引車
  - 第2射撃中隊「8特-1-2」：155mmりゅう弾砲 FH70、中砲けん引車
- 第2特科大隊
  - 第2特科大隊本部
  - 本部管理中隊「8特-2-本」
  - 第3射撃中隊「8特-2-3」：155mmりゅう弾砲 FH70、中砲けん引車
  - 第4射撃中隊「8特-2-4」：155mmりゅう弾砲 FH70、中砲けん引車
- 第3特科大隊（えびの駐屯地）
  - 第3特科大隊本部
  - 本部管理中隊「8特-3-本」
  - 第5射撃中隊「8特-3-5」：155mmりゅう弾砲 FH70、中砲けん引車
  - 第6射撃中隊「8特-3-6」：155mmりゅう弾砲 FH70、中砲けん引車
- 第4特科大隊
  - 第4特科大隊本部
  - 本部管理中隊「8特-4-本」
  - 第7射撃中隊「8特-4-7」：155mmりゅう弾砲 FH70、中砲けん引車
  - 第8射撃中隊「8特-4-8」：155mmりゅう弾砲 FH70、中砲けん引車
- 第5特科大隊
  - 第5特科大隊本部
  - 本部管理中隊「8特-5-本」
  - 第9射撃中隊「8特-5-9」
  - 第10射撃中隊「8特-5-10」：155mmりゅう弾砲 FH70、中砲けん引車
  - 第11射撃中隊「8特-5-11」：155mmりゅう弾砲 FH70、中砲けん引車
  - 第12射撃中隊「8特-5-12」：155mmりゅう弾砲 FH70、中砲けん引車

新編時（1956年（昭和31年）1月25日）
特記ない限り久留米駐屯地所在。
- 第8特科連隊本部
- 第8特科連隊本部中隊
- 第1特科大隊
  - 第1特科大隊本部
  - 本部管理中隊
  - 第1射撃中隊
  - 第2射撃中隊
- 第2特科大隊
  - 第2特科大隊本部
  - 本部管理中隊
  - 第3射撃中隊
  - 第4射撃中隊
- 第3特科大隊（針尾駐屯地）

## 整備支援部隊
- 第8後方支援連隊第2整備大隊特科直接支援中隊「8後支-2-特」（北熊本駐屯地）：2005年（平成17年）3月28日から2018年（平成30年）3月27日までの間。

## 歴代の連隊長
| 代 | 氏名       | 在職期間                        | 前職                                            | 後職                                        |
| -- | ---------- | ------------------------------- | ----------------------------------------------- | ------------------------------------------- |
| 01 | 藤家和平   | 1956年01月25日 - 1960年07月31日 |                                                 | 自衛隊佐賀地方連絡部長                      |
| 02 | 湯川文雄   | 1960年08月01日 - 1962年03月15日 | 陸上幕僚監部第1部付                             | 防衛大学校訓練部訓練課長                    |
| 03 | 中島直臣   | 1962年03月16日 - 1963年07月31日 | 統合幕僚学校学校教官                            | 東部方面総監部第3部長                       |
| 04 | 小砂文人   | 1963年08月01日 - 1965年03月15日 | 陸上自衛隊富士学校特科教育部副部長 兼 教務課長  | 第8師団司令部幕僚長                         |
| 05 | 小山良三   | 1965年03月16日 - 1967年03月15日 | 防衛大学校教授                                  | 第1教育団副団長                             |
| 06 | 月野木精   | 1967年03月16日 - 1969年03月16日 | 北熊本駐とん地業務隊長                          | 東部方面総監部監察官                        |
| 07 | 加藤博     | 1969年03月17日 - 1971年03月15日 | 西部方面総監部総務課長                          | 陸上自衛隊幹部学校研究員                    |
| 08 | 森田橘郎   | 1971年03月16日 - 1972年07月16日 | 陸上幕僚監部第4部勤務                           | 陸上自衛隊幹部学校研究員                    |
| 09 | 関屋公弘   | 1972年07月17日 - 1974年03月15日 | 装備開発実験隊火器科長                          | 檜町駐とん地業務隊長                        |
| 10 | 尾藤健二   | 1974年03月16日 - 1976年08月01日 | 陸上自衛隊富士学校勤務                          | 陸上自衛隊九州地区補給処企画室長            |
| 11 | 束野和郎   | 1976年08月02日 - 1978年03月15日 | 東部方面総監部業務室長                          | 陸上自衛隊富士学校特科部副部長              |
| 12 | 津志田忠夫 | 1978年03月16日 - 1980年03月16日 | 陸上自衛隊富士学校学校教官                      | 陸上自衛隊九州地区補給処総務部長            |
| 13 | 栗岡武郎   | 1980年03月17日 - 1981年07月31日 | 自衛隊大阪地方連絡部募集課長                    | 陸上自衛隊富士学校企画室長                  |
| 14 | 道下富士雄 | 1981年08月01日 - 1983年03月15日 | 陸上自衛隊幹部学校学校教官                      | 陸上幕僚監部付                              |
| 15 | 田中和彦   | 1983年03月16日 - 1985年03月15日 | 東北方面総監部人事部人事課長                    | 第9師団司令部幕僚長                         |
| 16 | 藤森篤     | 1985年03月16日 - 1987年03月15日 | 自衛隊愛知地方連絡部募集課長                    | 健軍駐屯地業務隊長                          |
| 17 | 志村隆士   | 1987年03月16日 - 1989年03月15日 | 陸上自衛隊幹部学校研究員                        | 東北方面総監部防衛部長                      |
| 18 | 宇都宮隆   | 1989年03月16日 - 1991年07月31日 | 陸上幕僚監部教育訓練部教育課 学校第1班長        | 自衛隊岩手地方連絡部長                      |
| 19 | 須ヶ崎了英 | 1991年08月01日 - 1994年07月31日 | 陸上幕僚監部教育訓練部教育課 学校第2班長        | 統合幕僚学校教育課長                        |
| 20 | 岩崎理一郎 | 1994年08月01日 - 1997年07月31日 | 東部方面総監部人事部人事課長                    | 第1混成団副団長                             |
| 21 | 松岡和夫   | 1997年08月01日 - 2000年03月31日 | 陸上幕僚監部人事部募集課 募集班長               | 中部方面総監部総務部長                      |
| 22 | 越川嘉明   | 2000年04月01日 - 2002年07月31日 | 陸上幕僚監部人事部募集課 総括班長               | 自衛隊岡山地方連絡部長                      |
| 23 | 松尾幸弘   | 2002年08月01日 - 2004年08月29日 | 第9師団司令部第3部長                            | 陸上自衛隊研究本部主任研究開発官            |
| 24 | 山本敦督   | 2004年08月30日 - 2007年03月27日 | 陸上幕僚監部人事部募集課 総括班長               | 中部方面総監部人事部長                      |
| 25 | 納冨中     | 2007年03月28日 - 2008年03月25日 | 陸上幕僚監部教育訓練部教育訓練課 訓練・演習班長 | 米国首席防衛駐在官 （外務省出向）           |
| 26 | 髙橋俊哉   | 2008年03月26日 - 2010年07月31日 | 陸上自衛隊研究本部企画調整官                    | 自衛隊岩手地方協力本部長                    |
| 27 | 盛田豊     | 2010年08月01日 - 2012年12月03日 | 陸上自衛隊富士学校主任教官                      | 陸上自衛隊幹部候補生学校教育部長            |
| 28 | 長谷川敬   | 2012年12月04日 - 2014年12月18日 | 情報本部勤務                                    | 陸上幕僚監部人事部人事計画課 予備自衛官室長 |
| 29 | 竹内哲也   | 2014年12月19日 - 2016年03月22日 | 陸上幕僚監部人事部人事計画課 制度班長           | 陸上幕僚監部運用支援・情報部情報課長        |
| 末 | 井上 亙    | 2016年03月23日 - 2018年03月26日 | 陸上幕僚監部防衛部情報通信・研究課 研究班長     | 西部方面特科連隊長                          |

## 主要装備
- 155mmりゅう弾砲 FH70
- 中砲けん引車
- 対砲レーダ装置 JTPS-P16
- 対迫レーダ装置 JMPQ-P13
- 82式指揮通信車
- 1/2tトラック / 73式小型トラック
- 1 1/2tトラック / 73式中型トラック
- 3 1/2tトラック / 73式大型トラック
- 120mm迫撃砲 RT（水陸機動団への異動予定部隊のみ）
- 89式5.56mm小銃

## 警備隊区
熊本県八代市、人吉市、水俣市、 天草市、上天草市、八代郡氷川町、球磨郡（錦町、多良木町、湯前町、あさぎり町、水上村、相良村、五木村、山江村、球磨村）、芦北郡（芦北町、津奈木町）、天草郡苓北町